# Ulus
Ulus (rusko улу́с, jakutsko улуус) je vrsta upravno-območne enote v treh ruskih republikah: Burjatiji in Kalmikiji (vasi) ter Jakutiji (rajoni). Beseda v mnogih turških in mongolskih jezikih (mongolščina, burjatščina, kalmiščina), pomeni država, narod, pleme, ljudje.
V Burjatiji je ulus poleg vasi in naselja vrsta podeželske skupnosti, v Kalmikiji pa je bil ulus v letih med 1920 in 1943 upravna enota, enakovredna rajonu.
Običajno so ruske zvezne upravne enote razdeljene na rajone. Ulus je etnično ime za okrožje le v Jakutiji. Jakutija je upravno razdeljena na pet mest pod republiško pristojnostjo in 33 ulusov. Zakonsko sta pojma ulus in rajon enakovredna. Med rusko mestno prenovo so tvorili dve urbani okrožji in 34 mestnih okrožij na podlagi republiške upravne delitve. Mestna okrožja z večinoma ruskim prebivalstvom (Aldanski, Lenski, Mirnijski, Momski, Nerjunginski in Tomponski) v svojih uradnih imenih nimajo izraza »ulus«.